# Evangelische Kirche Biebesheim am Rhein

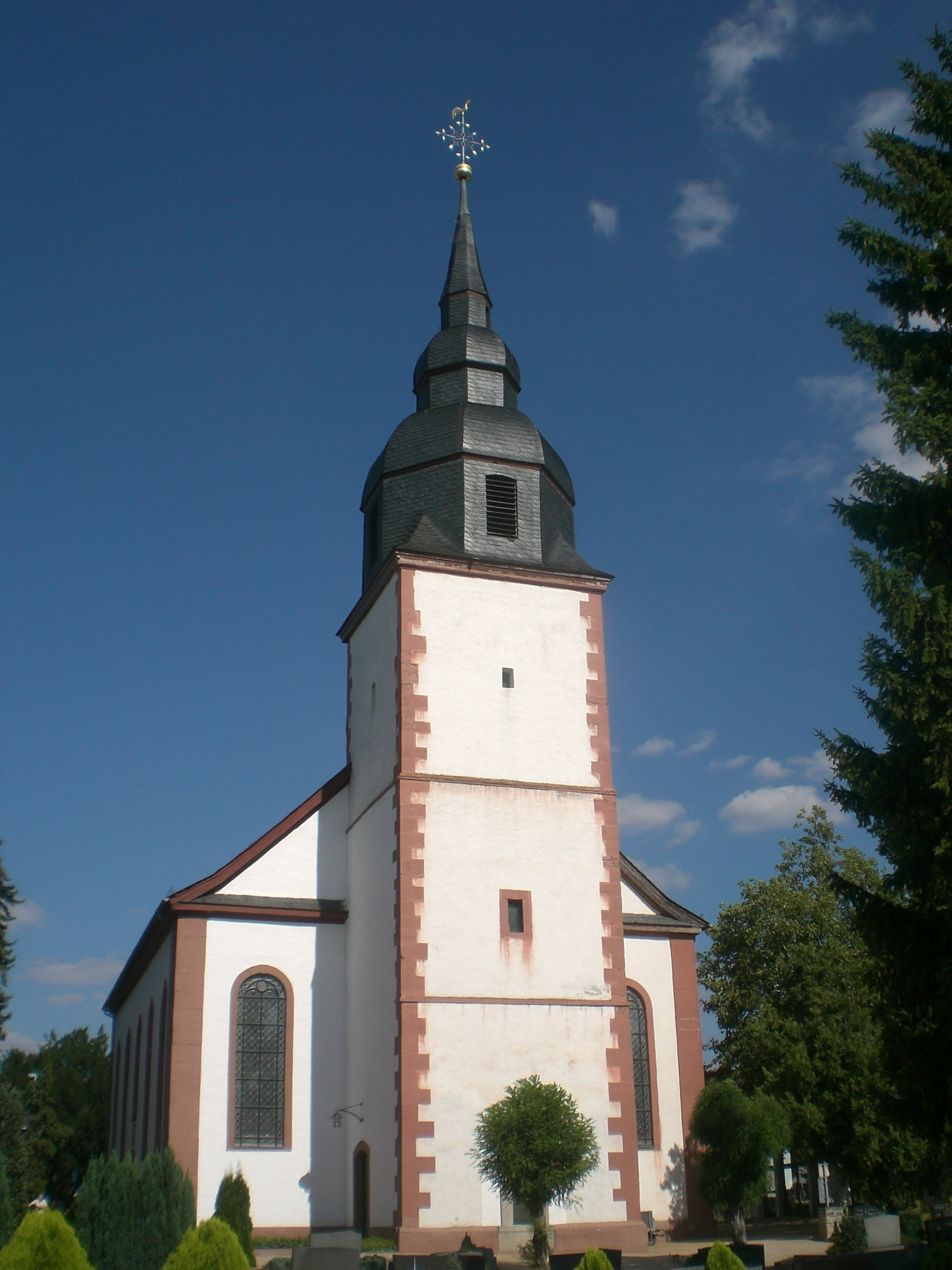
Evangelische Kirche

Die evangelische Pfarrkirche ist ein denkmalgeschütztes Kirchengebäude in Biebesheim am Rhein im Kreis Groß-Gerau (Hessen).

## Geschichte und Architektur
Die erste urkundliche Erwähnung eines Vorgängerbaues erfolgte 1209, hier war von einer reparaturbedürftigen Kirche die Rede. Lange Zeit standen die Einkünfte den Herren von Wolfskehlen zu, diese hatten auch das Recht zur Ernennung des Pfarrers. Die Kirche brannte am 5. August 1635 bis auf die Grundmauern ab, General Gallas mit den kaiserlichen Truppen brandschatzte in Biebesheim. In den Jahren 1659 bis 1665 wurde wieder eine Kirche errichtet. die am 15. Mai 1665 eingeweiht wurde. 1686 bekam die Kirche einen Turm, der auf dem erhalten gebliebenen mittelalterlichen Unterbau errichtet wurde. Eine Orgel wurde 1701 aufgebaut. Das Gebäude wurde 1770 abgebrochen.
Ein neues Schiff der ehemals dem Hl. Nikolaus geweihten Kirche wurde von 1770 bis 1773 unter der Leitung von Joh. Martin Schuhknecht errichtet. Der spätgotische Westturm ist mit einer Barockhaube bekrönt. Der große Saalbau mit Ecklisenen schließt dreiseitig. Die Ausstattung stammt überwiegend vom 18. Jahrhundert. Die Kanzel und die Orgel stehen an der Altarseite. Die 1834 von Bernhard Dreymann aus Mainz gebaute Orgel, wurde 1995 generalüberholt. Sie ist mit etwa 1700 Pfeifen bestückt. Die ursprünglich vorhandenen Bronzeglocken wurden im Krieg eingeschmolzen. Neue Glocken wurden 1958 gegossen. Die Wände sind durch farbige Fenster gegliedert. Teilweise wurden diese bei Bombenangriffen zerstört, aus den vorhandenen Resten entstanden 1949 die beiden Lutherfenster. Fehlende Farbfenster wurden 1995 eingesetzt im gleichen Zuge wurden alle Fenster mit einer Vorverglasung ausgestattet.

## Ausstattung
- Empore, Altar, Kanzel, Tauftisch, Sakristei, Kruzifix und die Posaunenengel sind im Original erhalten.[2]
- Die Kirchturmhähne von 1733 und von 1949, eine Kirchenlaterne, zwei gerahmte Drucke von Luther und Melanchthon, eine Altarbibel, ein Abendmahlsgästebuch und ein Abendmahlskelch sind im Biebesheimer Heimatmuseum ausgestellt.